# Carlarius
Carlarius (Marceniuk & Menezes, 2007) è un genere di pesci ossei marini e d'acqua dolce appartenenti alla famiglia Ariidae.

## Distribuzione e habitat
Il genere è limitato alle coste dell'Oceano Atlantico orientale lungo le coste africane. La specie C. parkii è raramente presente nel mar Mediterraneo.
Sono pesci tipici delle acque costiere su fondi molli comprese le acque salmastre di estuari e lagune . A volte penetrano nelle acque dolci e una specie (C. gigas) vive solo in acqua dolce.

## Tassonomia
Il genere comprende 4 specie:
- Carlarius gigas
- Carlarius heudelotii
- Carlarius latiscutatus
- Carlarius parkii